# Miles Hawk Major
El Miles M.2F Hawk Major fue un monoplano ligero biplaza británico de los años 30, desarrollado por Miles Aircraft desde el Miles Hawk, para aprovechar el nuevo motor invertido De Havilland Gipsy Major. Cuando fue equipado con el más largo Gipsy Six en lugar del tripulante delantero, fue conocido como Miles Hawk Speed Six.

## Diseño y desarrollo
El Hawk Major fue una variante del Miles M.2 Hawk, desarrollado por F.G. Miles para aprovechar el nuevo motor invertido De Havilland Gipsy Major. Otros cambios incluían soportes del motor metálicos (en lugar de madera) y tren de aterrizaje aerodinámico. El Hawk Major de producción llevaba un motor De Havilland Gipsy Major de 130 hp. El avión se vendió bien a particulares, incluyendo a dos que lo equiparon con generadores de humo para permitir usarlos para escribir mensajes aéreos. Una versión mejorada (la M.2H) con flaps de borde de fuga reemplazó al M.2F en la línea de producción. También se construyó una serie de versiones individuales de carreras.

## Historia operacional
El prototipo M.2F Hawk Major voló por primera vez en 1934 y quedó en segundo lugar en la carrera aérea de la Copa del Rey de 1934, con una velocidad media de 147,78 mph.
En octubre del mismo año, el Líder de Escuadrón Malcolm Charles McGregor voló un Hawk Major desde RAF Mildenhall hasta Melbourne, Australia, en 7 días y 15 horas, mientras competía en la Carrera Aérea MacRobertson.

## Variantes

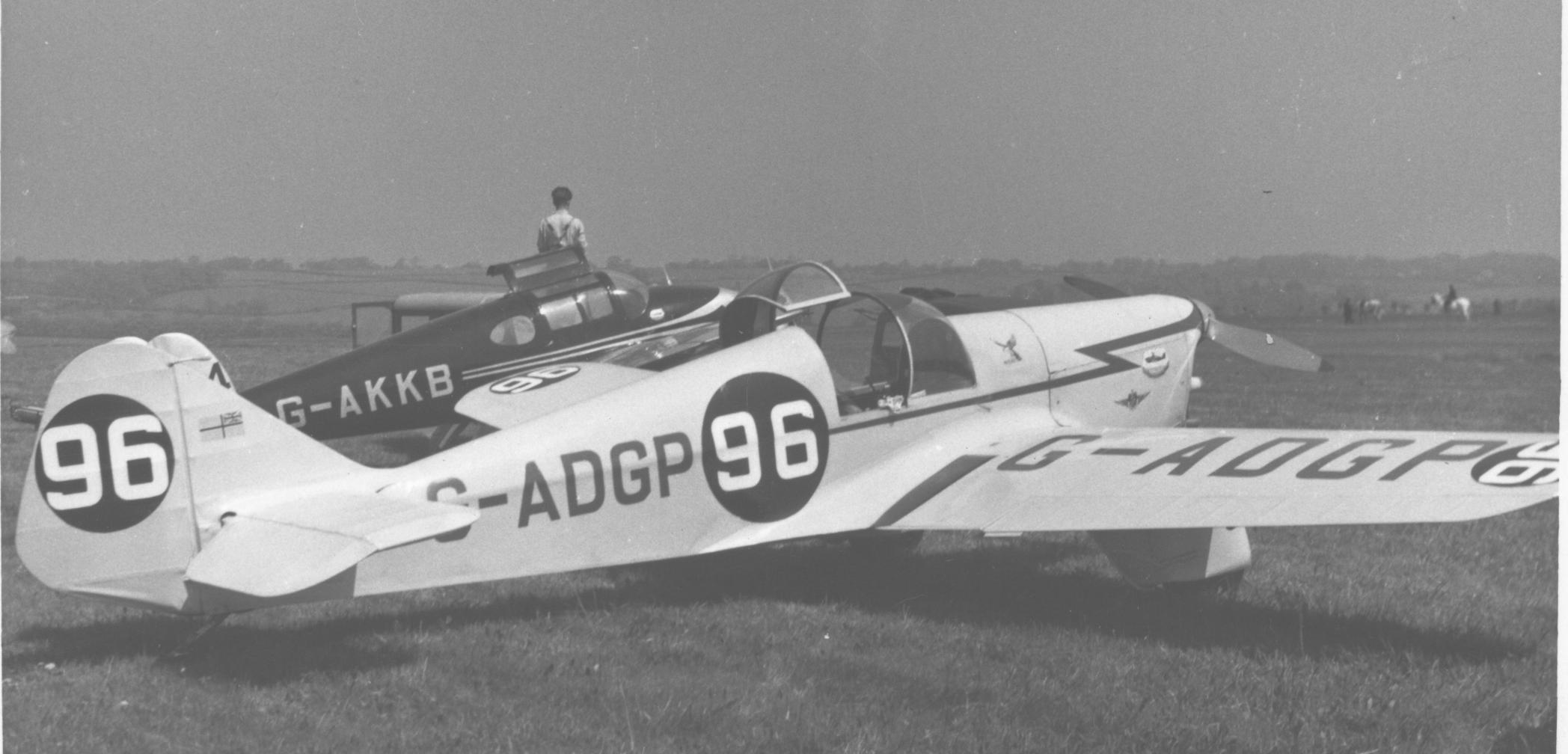
Hawk Speed Six G-ADGP llevando el N.º 96 de carrera en el Aeropuerto de Leeds (Yeadon) en mayo de 1955.

M.2F Hawk Major
Versión de producción propulsada por un motor De Havilland Gipsy Major.
M.2G Hawk Major
Versión de cabina triplaza, uno construido.
M.2H Hawk Major
Versión de producción propulsada por un motor De Havilland Gipsy Major.
M.2K Hawk Major
Propulsado por un motor Cirrus Hermes II de 105 hp, uno construido.
M.2M Hawk Major
Versión triplaza propulsada por un motor De Havilland Gipsy Major, dos construidos.
M.2P Hawk Major
Versión de controles dobles propulsada por un motor De Havilland Gipsy Major, tres construidos.
M.2R Hawk Major de Luxe
Versión de carreras propulsada por un motor De Havilland Gipsy Major, dos construidos.
M.2S
Versión de largo alcance propulsada por un motor Blackburn Cirrus Major de 150 hp.
M.2T
Monoplaza de largo alcance propulsada por un motor Blackburn Cirrus Major de 150 hp, dos construidos.
Hawk Speed Six
Se desarrolló una versión de carreras con un motor De Havilland Gipsy Six de 200 hp. Para hacer espacio para el más largo motor de seis cilindros, se retiró la cabina delantera, haciéndolo un monoplaza, y la cabina trasera fue reubicada para mantener el equilibrio. El modelo se convirtió en el Miles Hawk Speed Six. Sólo se construyeron tres ejemplares, cada uno personalizado con los requerimientos de cada comprador, teniendo sin embargo un impacto significativo en le Era Dorada de las carreras aéreas británicas.
Hawk Trainer
En 1935 se desarrolló una versión mejorada para su uso en entrenamiento como Miles M.2 Hawk Trainer.

## Operadores
España
- Aeronáutica Militar

 Reino Unido
- Real Fuerza Aérea

## Supervivientes
- M.2H Hawk Major (G-ADAS): en vuelo en el Museu TAM, São Carlos, São Paulo, Brasil. Este es el único Hawk Major en estado de vuelo.
- M.2H Hawk Major (DG590, G-ADMW): en el Montrose Air Station Heritage Centre, Montrose, Angus, Escocia, en restauración en 2000.[4]
- M.2L Speed Six G-ADGP: en estado de vuelo en 2020 en la Shuttleworth Collection, basado en Old Warden.

## Especificaciones (M.2F)
Referencia datos: Miles Aircraft since 1925

### Características generales
- Tripulación: Dos
- Longitud: 7,3 m (24 ft)
- Envergadura: 10,1 m (33 ft)
- Altura: 2 m (6,7 ft)
- Superficie alar: 15,7 m² (169 ft²)
- Peso vacío: 522 kg (1150,5 lb)
- Peso cargado: 816 kg (1798,5 lb)
- Planta motriz: 1× motor lineal invertido de 4 cilindros refrigerado por aire De Havilland Gipsy Major.
  - Potencia: 150 kW (207 HP; 204 CV)
- Hélices: Bipala de paso fijo

### Rendimiento
- Velocidad máxima operativa (Vno): 240 km/h (149 MPH; 130 kt)
- Velocidad crucero (Vc): 217 km/h (135 MPH; 117 kt)
- Alcance: 900 km (486 nmi; 559 mi) [6]
- Techo de vuelo: 6100 m (20 013 ft)
- Régimen de ascenso: 5,5 m/s (1083 ft/min)

## Aeronaves relacionadas

### Desarrollos relacionados
- Miles Hawk

### Secuencias de designación
- Secuencia M._ (interna de Miles): M.1 - M.2 - M.2 (II) - M.2 (III) - M.3 - M.4 →